# Камбон ет Салверг
Камбон ет Салверг (фр. Cambon-et-Salvergues) је насеље и општина у јужној Француској у региону Лангдок-Русијон, у департману Еро која припада префектури Безје.
По подацима из 2011. године у општини је живело 63 становника, а густина насељености је износила 1,25 становника/km². Општина се простире на површини од 50,39 km². Налази се на средњој надморској висини од 1000 метара (максималној 1.152 m, а минималној 511 m).

## Демографија
| 1962. | 1968. | 1975. | 1982. | 1990. | 1999. | 2011. |
| ----- | ----- | ----- | ----- | ----- | ----- | ----- |
| 105   | 120   | 94    | 77    | 69    | 74    | 63    |

График промене броја становника у току последњих година